# Aeródromo Diego Portales
El Aeródromo Diego Portales (OACI: SCLQ) es un terminal aéreo ubicado 2 kilómetros al oeste de la ciudad de La Ligua, Provincia de Petorca, Región de Valparaíso, Chile. Este aeródromo es de carácter público.